# Биюк-Соллар
Бию́к-Солла́р (укр. Биюк-Соллар, крымскотат. Büyük Sollar, Буюк Соллар) — исчезнувшее село в Нижнегорском районе Республики Крым, располагавшееся в центральной части района, вошедшее одной из составляющих в состав Митрофановки.

## История
Первое документальное упоминание села встречается в Камеральном Описании Крыма… 1784 года, судя по которому, в последний период Крымского ханства Соллар входил в Насывский кадылык Карасъбазарскаго каймаканства. После присоединения Крыма к России (8) 19 апреля 1783 года, (8) 19 февраля 1784 года, именным указом Екатерины II сенату, на территории бывшего Крымского Ханства была образована Таврическая область и деревня была приписана к Левкопольскому, а после ликвидации в 1787 году Левкопольского — к Феодосийскому уезду Таврической области. После Павловских реформ, с 1796 по 1802 год, входила в Акмечетский уезд Новороссийской губернии. По новому административному делению, после создания 8 (20) октября 1802 года Таврической губернии, Биюк-Соллар был включён в состав Урускоджинской волости Феодосийского уезда.
По Ведомости о числе селении, названиях оных, в них дворов… состоящих в Феодосийском уезде от 14 октября 1805 года , в деревне Большой-Соллар числилось 14 дворов и 120 жителей. На военно-топографической карте генерал-майора Мухина 1817 года деревня Биюк саллар обозначена с 28 дворами. После реформы волостного деления 1829 года Биюк Сайлар, согласно «Ведомости о казённых волостях Таврической губернии 1829 года», отнесли к Бурюкской волости (переименованной из Урускоджинской). На карте 1836 года в одной деревне Соллар 46 дворов, как и на карте 1842 года.
В 1860-х годах, после земской реформы Александра II, деревню приписали к Шейих-Монахской волости. Согласно «Памятной книжке Таврической губернии за 1867 год», деревни Биюк и Кучук Соллар были покинуты жителями в 1860—1864 годах, в результате эмиграции крымских татар, особенно массовой после Крымской войны 1853—1856 годов, в Турцию и заселены русскими из Бердянского уезда, а деревня переименована в Митрофановку.
Ещё раз название встречается в «…Памятной книжке Таврической губернии на 1892 год» в безземельной деревне Биюк-Соллар, не входившей ни в одно сельское общество, было 15 жителей, у которых домохозяйств не числилось, но так обычно записывались недолговечные поселения аредаторов.
.